# سطام الفهيقي
سطام الفهيقي (مواليد 28 فبراير 1997) هو لاعب كرة قدم سعودي.
مثل نادي القلعة في الفئات السنية ولعب بعدها مع العروبة ونادي الجندل.